# HMS Lively (G40)
«Лавлі» (G40) (англ. HMS Lively (G40) — військовий корабель, ескадрений міноносець типу «L» Королівського військово-морського флоту Великої Британії за часів Другої світової війни.

## Історія створення
«Лавлі» був закладений 20 грудня 1938 на верфі компанії Cammell Laird, Беркенгед. 20 липня 1941 увійшов до складу Королівських ВМС Великої Британії.